# Ivan Čiernik
Ivan Čiernik  (* 30. Oktober 1977 in Levice, Tschechoslowakei) ist ein ehemaliger slowakischer Eishockeyspieler mit deutscher Staatsangehörigkeit, der bis April 2018 bei den Eispiraten Crimmitschau aus der DEL2 unter Vertrag stand.

## Karriere
Ivan Čiernik begann seine Eishockeykarriere in seiner slowakischen Heimat beim MHC Plastika Nitra. Dort spielte der Flügelstürmer von 1994 drei Jahre lang sowohl für das Juniorenteam als auch für die Profimannschaft in der Extraliga. Nachdem Čiernik beim NHL Entry Draft 1996 an 216. Stelle von den Ottawa Senators gedraftet wurde, entschied er sich ein Jahr später zu einem Wechsel nach Nordamerika. In seiner ersten Spielzeit wurde der Angreifer hauptsächlich für das Farmteam der Senators in Worcester eingesetzt, erhielt aber dennoch erste Einsätze in der NHL. 1998/99 spielte er ausschließlich in der American Hockey League für die Adirondack Red Wings und die Cincinnati Mighty Ducks. Die nächsten zwei Jahre bestritt der Slowake für die Grand Rapids Griffins in der International Hockey League, wobei er auch wieder vereinzelt Spiele für die Ottawa Senators bestritt.
In der Spielzeit 2001/02 spielte Čiernik dann einen Großteil des Jahres in der NHL, zunächst für Ottawa, später für die Washington Capitals. Auch im folgenden Jahr bekam der Stürmer regelmäßig Einsätze für die Capitals, mit denen er jedoch in den Play-offs erneut früh scheiterte. Die Spielzeit 2003/04 bedeutete für Čiernik einen Rückschritt, da er wieder einen Hauptteil der Saison in der AHL spielen musste. Nach dem Aus in der ersten Play-off-Runde wechselte der Slowake zurück nach Europa, wo er sich den Grizzly Adams Wolfsburg in der DEL anschloss. Auf Anhieb entwickelte er sich zu einem der besten Außenstürmer der Liga und hatte großen Anteil am sportlichen Klassenerhalt des Liganeulings. Jedoch mussten die Wolfsburger zwangsweise absteigen, weshalb sich Čiernik für einen Wechsel zu den Kölner Haien entschied. Dort steigerte er in der Saison 2005/06 seine Punkteausbeute auf 61 Scorerpunkte in 51 Spielen und war damit einer der besten Spieler des Jahres, was ihm eine Einladung zum All-Star-Game 2006 einbrachte. Außerdem wurde Čiernik durch eine Jury in der alljährlichen Abstimmung der Fachzeitschrift Eishockey News zum "besten Außenstürmer der DEL" gewählt. In der regulären Saison 2007/2008 schoss Ivan Čiernik 38 Tore für die Haie und war dadurch Topscorer der Kölner. Die anschließende Play-off-Runde beendete er mit 11 Toren als bester Torschütze der Play-offs 2007/08.
Zwar lief sein Vertrag in Köln noch bis 2011, jedoch lancierte Čiernik im Sommer 2008 einen Wechsel zum HK Sibir Nowosibirsk aus der neugegründeten Kontinentalen Hockey-Liga, da er angeblich von Haie-Trainer Doug Mason nach dem verlorenen Finale der Spielzeit 2007/08 beleidigt worden war. Nach nur einem Jahr kehrte der Slowake im Sommer 2009 zum KEC zurück, wo er einen Einjahresvertrag mit Option auf eine weitere Spielzeit erhielt. Zur Saison 2011/12 wechselte der Slowake zu den Malmö Redhawks aus der HockeyAllsvenskan, der zweiten schwedischen Spielklasse. Nach einer Spielzeit in Schweden kehrte der Vater von zwei Söhnen nach Deutschland zurück und unterzeichnete bei den Hannover Scorpions aus der DEL einen Vertrag für die Saison 2012/13. Anschließend wechselte er zur Saison 2013/14 zu den Augsburger Panthern.
Nach drei Jahren in Augsburg schloss sich Čiernik im August 2016 dem deutschen Zweitligisten Eispiraten Crimmitschau an.

### International
Für die Slowakei nahm Čiernik an der U20-Junioren-Weltmeisterschaft 1997 sowie den Weltmeisterschaften 2006, 2007, 2008 und 2010 teil.

## Erfolge und Auszeichnungen
| - 2005 Teilnahme am DEL All-Star Game - 2006 Teilnahme am DEL All-Star Game - 2006 Auszeichnung zum besten Außenstürmer der Saison 2005/06 durch die Fachzeitschrift Eishockey News | - 2007 Teilnahme am DEL All-Star Game - 2008 Teilnahme am DEL All-Star Game - 2008 Bester Torschütze der DEL-Playoffs |

## Karrierestatistik
(Legende zur Spielerstatistik: Sp oder GP = absolvierte Spiele; T oder G = erzielte Tore; V oder A = erzielte Assists; Pkt oder Pts = erzielte Scorerpunkte; SM oder PIM = erhaltene Strafminuten; +/− = Plus/Minus-Bilanz; PP = erzielte Überzahltore; SH = erzielte Unterzahltore; GW = erzielte Siegtore; 1 Play-downs/Relegation; Kursiv: Statistik nicht vollständig)